# Рорбах-Штайнберг
Рорбах-Штайнберг (нем. Rohrbach-Steinberg) — коммуна (нем. Gemeinde) в Австрии, в федеральной земле Штирия.
Входит в состав округа Грац.  Население составляет 1336 человек (на 31 декабря 2005 года). Занимает площадь 8 км². Официальный код  —  60637.

## Политическая ситуация
Бургомистр коммуны — Хериберт Уль (СДПА) по результатам выборов 2005 года.
Совет представителей коммуны (нем. Gemeinderat) состоит из 15 мест.
- СДПА занимает 10 мест.
- АНП занимает 5 мест.